# 小泉重則
小泉 重則（こいずみ しげのり、1920年12月10日- 2003年4月23日 ）は、日本の経営者。広島ホームテレビ社長を務めた。

## 来歴・人物
広島県広島市出身。1942年に法政大学予科を卒業し、1943年に芸備銀行(現在の広島銀行)に入社した。1971年に取締役に就任し、1981年に常務、1984年に専務を経て、1985年に広島ホームテレビ社長に就任。1989年に名誉会長に就任し、1990年から相談役を務めた。
2003年4月23日、心不全のために死去。82歳没。